# Myzostoma intermedium
Myzostoma intermedium is een ringworm uit de familie Myzostomatidae.
Myzostoma intermedium werd in 1884 voor het eerst wetenschappelijk beschreven door Graff.